# Rock of Ages: The Definitive Collection
| Recensione    | Giudizio |
| ------------- | -------- |
| AllMusic      |          |
| Rolling Stone |          |

Rock of Ages: The Definitive Collection è una raccolta del gruppo musicale britannico Def Leppard, pubblicata il 17 maggio 2005 esclusivamente in Nord America. È l'equivalente di Best of Def Leppard, distribuita invece nel resto del mondo, che presenta copertina e lista tracce differenti.
Questa è l'unica raccolta dei Def Leppard che contiene la versione integrale della traccia Bringin' On the Heartbreak che sfocia nella strumentale Switch 625.

## Tracce

### Disco 1
1. Pour Some Sugar on Me (Historia video edit) – 4:52 (Steve Clark, Phil Collen, Joe Elliott, Mutt Lange, Rick Savage)
2. Photograph – 4:08 (Clark, Pete Willis, Savage, Lange, Elliott)
3. Love Bites – 5:47 (Clark, Collen, Elliott, Lange, Savage)
4. Let's Get Rocked – 4:56 (Collen, Elliott, Lange, Savage)
5. Two Steps Behind (Versione acustica) – 4:19 (Elliott)
6. Animal – 4:03 (Clark, Collen, Elliott, Lange, Savage)
7. Heaven Is – 3:34 (Clark, Collen, Elliott, Lange, Savage)
8. Foolin' – 4:34 (Clark, Lange, Elliott)
9. Rocket (Visualize video edit) – 4:07 (Clark, Collen, Elliott, Lange, Savage)
10. When Love & Hate Collide – 4:17 (Elliott, Savage)
11. Armageddon It – 5:22 (Clark, Collen, Elliott, Lange, Savage)
12. Have You Ever Needed Someone So Bad – 5:19 (Collen, Elliott, Lange)
13. Rock of Ages – 4:08 (Clark, Lange, Elliott)
14. Hysteria – 5:56 (Clark, Collen, Elliott, Lange, Savage)
15. Miss You in a Heartbeat (Versione acustica) – 4:04 (Collen)
16. Bringin' On the Heartbreak – 4:33 (Clark, Willis, Elliott)
17. Switch 625 – 3:04 (Clark)

### Disco 2
1. Rock! Rock! (Till You Drop) – 3:55 (Clark, Savage, Lange, Elliott)
2. Let It Go – 4:44 (Willis, Clark, Elliott)
3. High 'n' Dry (Saturday Night) – 3:28 (Clark, Savage, Elliott)
4. Too Late for Love – 4:29 (Clark, Lange, Willis, Savage, Elliott)
5. No Matter What – 2:53 (Pete Ham) – cover dei Badfinger successivamente inclusa in Yeah! (2006)
6. Promises – 3:59 (Collen, Lange)
7. Mirror, Mirror (Look into My Eyes) – 4:07 (Clark, Elliott)
8. Women – 5:42 (Clark, Collen, Elliott, Lange, Savage)
9. Another Hit and Run – 4:59 (Savage, Elliott)
10. Slang – 2:39 (Collen, Elliott)
11. Stand Up (Kick Love into Motion) – 4:33 (Clark, Collen, Elliott, Lange)
12. Rock Brigade – 3:08 (Savage, Clark, Elliott)
13. Now – 3:58 (Marti Frederiksen, Collen, Elliott, Vivian Campbell, Savage, Rick Allen)
14. Paper Sun – 5:27 (Collen, Campbell, Elliott, Savage, Pete Woodroffe)
15. Work It Out – 4:49 (Campbell)
16. Die Hard the Hunter – 6:17 (Lange, Clark, Savage, Elliott)
17. Wasted – 3:44 (Clark, Elliott)
18. Billy's Got a Gun (versione editata) – 5:00 (Clark, Savage, Willis, Elliott, Lange)

- La versione editata di Billy's Got a Gun omette la coda finale di 56 secondi presente nella versione originale.

## Formazione
Attuale
- Joe Elliott – voce
- Phil Collen – chitarra e cori
- Vivian Campbell – chitarra e cori
- Rick Savage – basso e cori
- Rick Allen – batteria

Ex componenti
- Pete Willis – chitarra (1977-1982)
- Steve Clark – chitarra (1977-1991)